# ایستگاه راه‌آهن تهران
ساختمان ایستگاه راه‌آهن بنایی مربوط به دوره پهلوی اول است که در جنوب میدان راه‌آهن در تهران جای گرفته است. این اثر در تاریخ ۲۰ اسفند ۱۳۷۹ با شمارهٔ ثبت ۳۶۳۹ به‌عنوان یکی از آثار ملی ایران به ثبت رسیده است.

## پیشینه
کلنگ ساختمان ایستگاه راه‌آهن تهران در ۲۳ مهر ماه سال ۱۳۰۶، با حضور رضاشاه پهلوی در اراضی جنوبی تهران، که تمامی آن بیرون از دروازه گمرک به همین منظور در نظر گرفته شده بود، به زمین زده شد. وسعت ایستگاه راه‌آهن تهران به‌طور تقریبی ۱۷۴ هکتار می‌باشد که محدود است به خیابان‌های شوش – کشتارگاه (بهمن) بزرگراه بعثت و خیابان ری (شهید رجایی).

## معماری

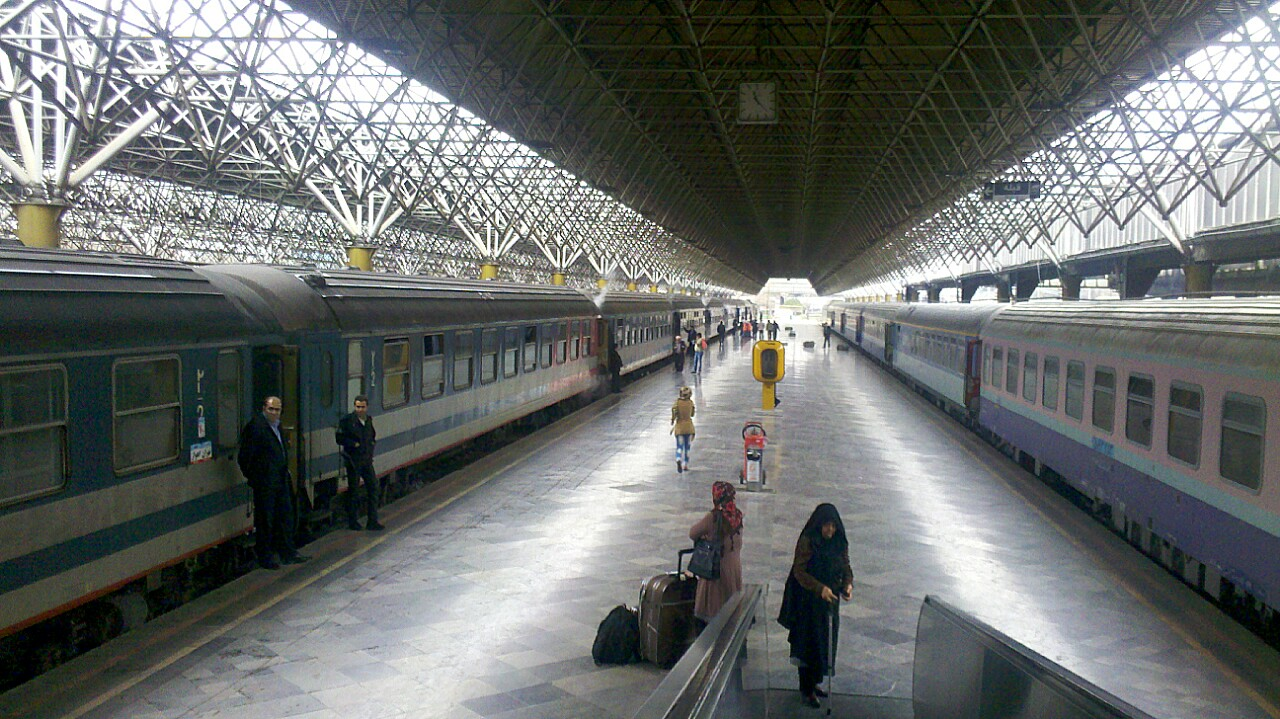
سکوی سوار و پیاده شدن

معمار اصلی ایستگاه راه‌آهن یک معمار اوکراینی بنام ولادیسلاو ولادیسلاوویچ گارادیتسکیی Городецкий بود که در سال ۱۸۶۳ متولد شده و در سال ۱۹۲۰ به لهستان مهاجرت می‌کند بعد توسط یک شرکت آمریکایی برای احداث ایستگاه راه‌آهن تهران به ایران دعوت می‌شود و در سال ۱۹۳۰ در تهران فوت می‌کند و در گورستان ارامنه تهران به خاک سپرده می‌شود.
البته آقای کریم طاهرزاده بهزاد (متولد ۱۲۷۶ تهران - برادر مینیاتوریست مشهور حسین بهزاد) بر کار نظارت داشته است. وی در ترکیه به تحصیل پرداخت و فارغ‌التحصیل دانشکده فنی استانبول است. در سال ۱۲۹۷ (دو سال قبل از روی کار آمدن رضاشاه) به برلین رفت و پس از پایان تحصیلات در سال ۱۳۰۶ به ایران بازگشت.
بنای ایستگاه مرکزی راه‌آهن، با الهام از عظمت و شکوه معماری ایران باستان، با استفاده از شیوه اکسپرسیونیسم آرمان‌گرا ساخته شد. ورودی ایستگاه مرکزی وسیع است و این ریتم از طریق پنجره‌ها، بازشوها و جرزهای سراسری دیوارها نیز کاملاً آشکار است. ایستگاه از پی تا سقف با آهن و سیمان ساخته شده است و پنجره‌های آن از برنز و آهن برونمای خارجی آن از سنگ سفید تراورتین است که از معدن سنگ پل سفید استخراج گردیده است.
از کل مساحت ایستگاه تهران مساحتی در حدود ۳۰/۰۰۰ متر مربع به ایستگاه مسافری اختصاص دارد که شامل سالن انتظار و ۷ سکوی مسافری است؛ ایستگاه راه‌آهن تهران دارای ۱۵ خط بر روی سکوها می‌باشد. ۱۴ خط بر روی ۷ سکوی سوار و پیاده شدن مسافر و یک خط عبوری برای جابه‌جایی قطار .
برای اولین بار در کشور، سالن مسافری قطار ایستگاه تهران از طریق زیر زمین به سالن متروی (ایستگاه متروی راه‌آهن) متصل شده است و مسافرین مترو می‌توانند بدون آنکه به سطح زمین بیاییند از طریق تونل‌های زیرزمینی به ایستگاه راه آهن تهران مراجعه کنند.

## خط راه‌آهن
- راه‌آهن سراسری ایران
- خط راه‌آهن تهران-مشهد
- خط راه‌آهن تهران-تبریز
- خطوط حومه‌ای تهران

## نگارخانه

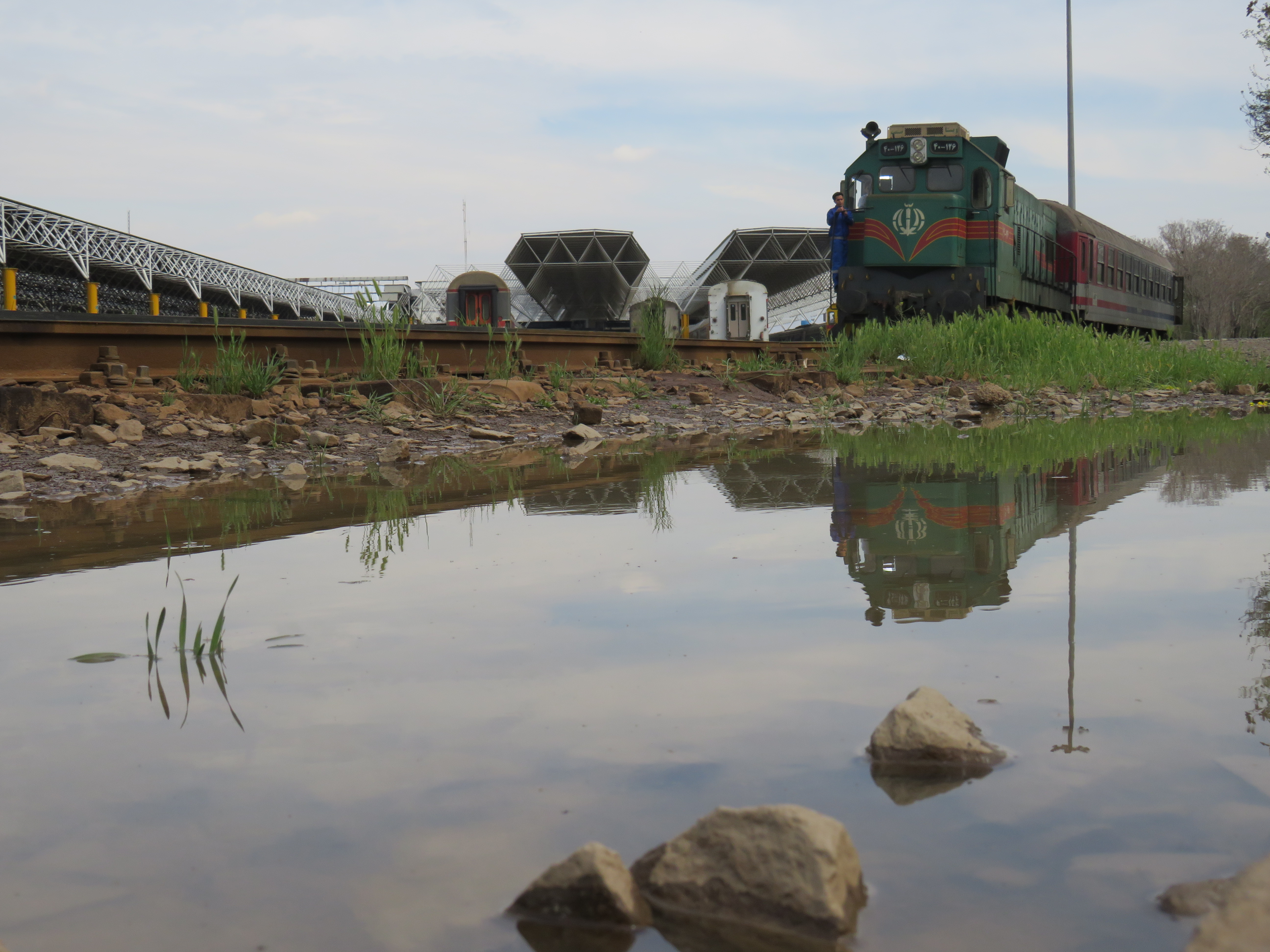
خط منتهی به پارکینگ قطار مسافری ایستگاه راه آهن تهران
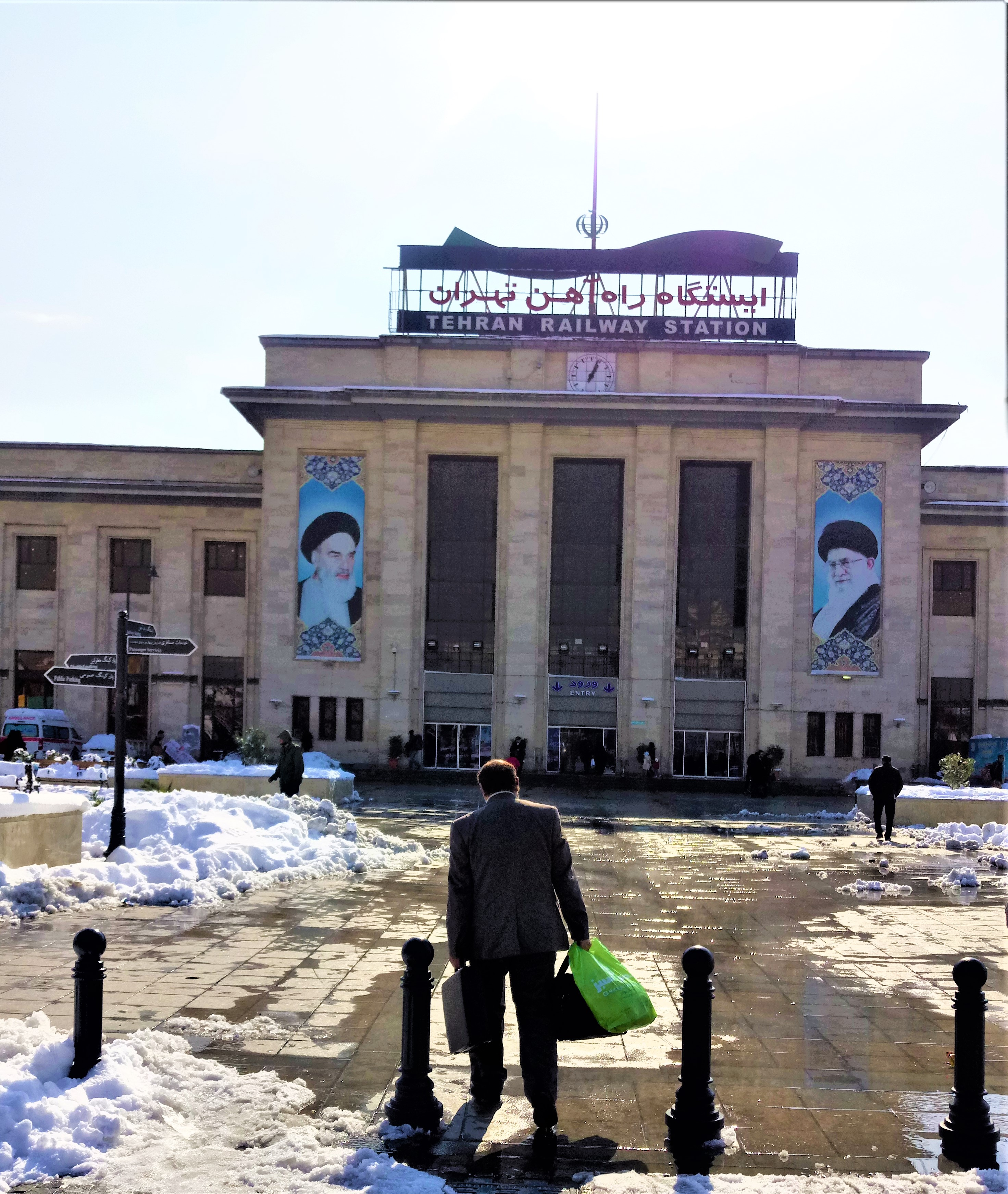
ایستگاه راه‌آهن تهران در برف
نورپردازی ایستگاه راه‌آهن تهران
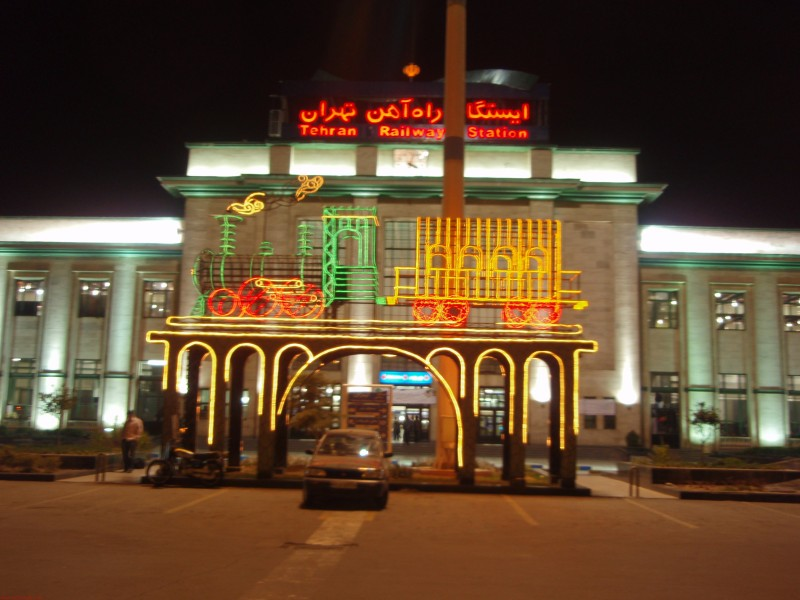
ایستگاه راه‌آهن تهران در شب
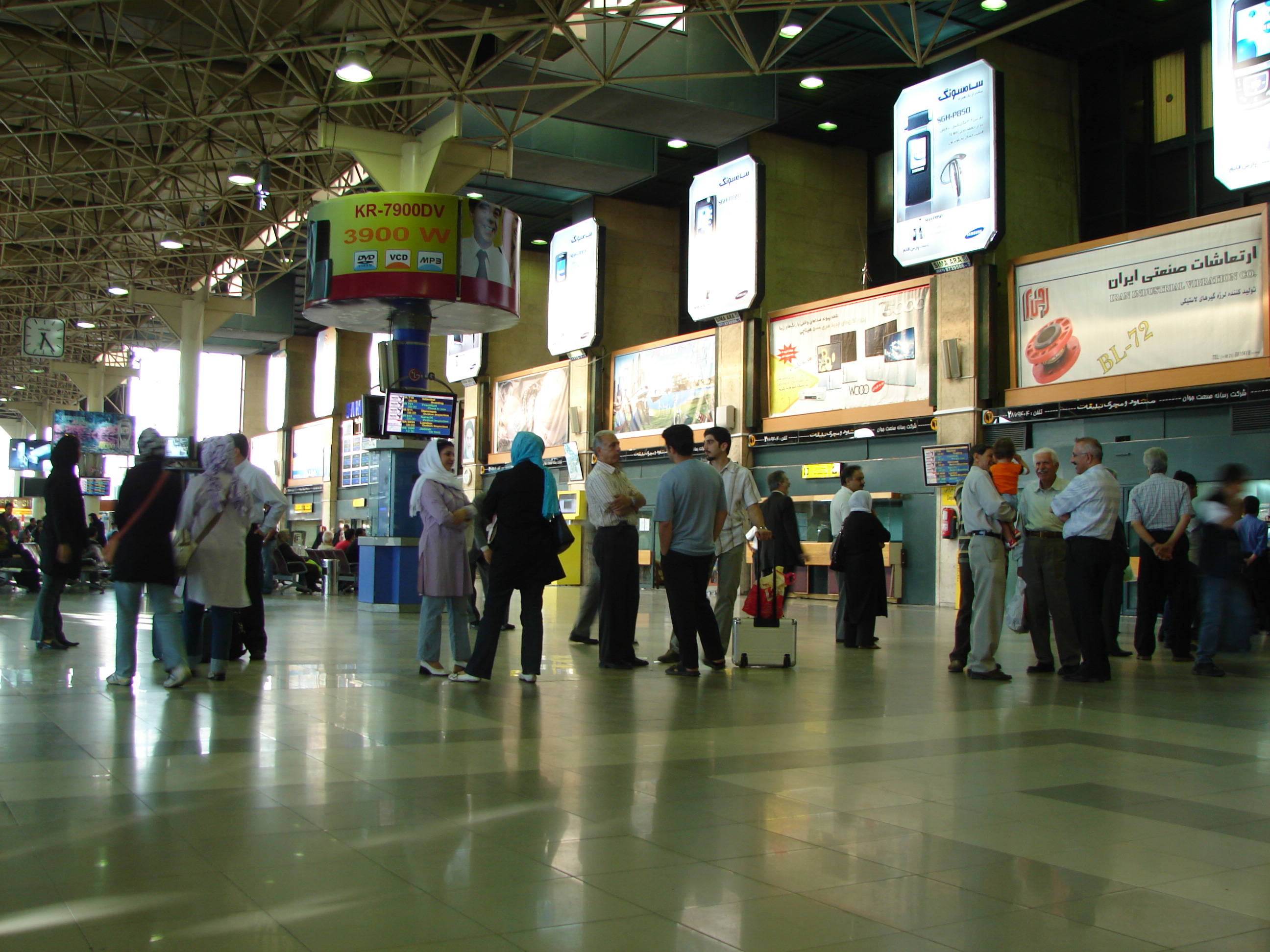
تالار درونی ایستگاه راه‌آهن تهران
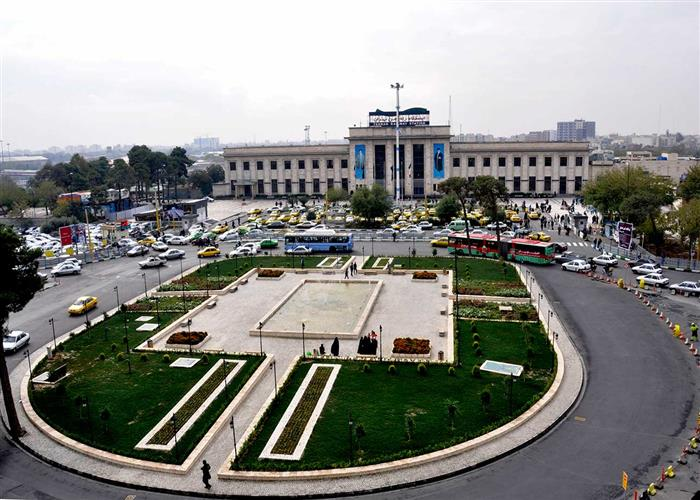
نمایی از ایستگاه و میدان راه آهن تهران